# Deinonychosauria
Deinonychosauria (do grego "lagartos com garras terríveis") é um clado de dinossauros terópodes tetanúreos que inclui o Deinonychus antirrhopus e todas as espécies mais próximas deste do que das aves modernas.
Os deinonicossauros viveram em diversas partes do mundo e eram majoritariamente carnívoros, embora alguns talvez tenham sido onívoros ou mesmo herbívoros.
O nome Deinonychosauria se deve a uma característica comum a todos os dinossauros deste grupo, a presença de uma enorme e poderosa garra retrátil em forma de foice posicionada semi-verticalmente no segundo dedo de seus pés. Esta garra era usada para imobilizar e segurar as presas e escalar, não sendo eficientes para dilacerar.

## Filogenia
Abaixo estão os resultados da pesquisa de Hartman et al. (2019):

|  | Unenlagiidae                                                     |
|  |                                                                  |
|  | \| \| Dromaeosauridae \| \| \| \| \| \| Troodontidae \| \| \| \| |
|  |                                                                  |
|  | Dromaeosauridae                                                  |
|  |                                                                  |
|  | Troodontidae                                                     |
|  |                                                                  |

|  | Dromaeosauridae |
|  |                 |
|  | Troodontidae    |
|  |                 |

|  | Unenlagiidae                                                     |
|  |                                                                  |
|  | \| \| Dromaeosauridae \| \| \| \| \| \| Troodontidae \| \| \| \| |
|  |                                                                  |
|  | Dromaeosauridae                                                  |
|  |                                                                  |
|  | Troodontidae                                                     |
|  |                                                                  |

|  | Dromaeosauridae |
|  |                 |
|  | Troodontidae    |
|  |                 |

Segundo Godefroit et al. (2013), os troodontídeos, Aurornis, Anchiornis, Archaeopteryx e Xiaotingia (estes últimos quatro incluídos por Hartman e colegas em "Archaeopterygidae") são mais próximos das aves do que do Deinonychus (incluído em Dromaeosauridae), não sendo, portanto, deinonicossauros.
A análise Wang et al. (2018) é semelhante à de Hartman quanto à posição de Archaeopteryx e Troodontidae próximos de Dromaeosauridae.